# 泉州公交4路
泉州公交4路是中华人民共和国泉州市境内的一条公共交通线路，全程16.4公里。起讫点为泉州北附中学至四黄，运营时间为泉州北附中学：6:40-21:00；四黄：6:20-20:00

## 历史
- 1992年1月1日，泉州市公交公司（公交集团前身）开通4路小公共汽车。初期运行区间为文化宫-浮桥寨仔。初期运营时间为6:20-17:38[2]、使用车辆为4部峨眉牌小巴
- 1998年12月2日，因优化调整，4路取消途径文化宫、百源路、民权路、天后路、中山南路、堤后路、新华南路。改为自新车站始发，经由温陵南路、涂门街、新门街至甲第巷口站后原线行驶。[3]
- 1999年1月1日，4路自浮桥寨仔经由X301延伸至新宅工业区始发终到[4]
- 1999年11月1日，4路自新宅工业区，经由X301延伸至四黄村始发终到[5]
- 2000年1月6日，4路分段点变更为三千坛站
- 2000年1月12日，4路自新车站经由泉秀路延伸至泉秀花园始发终到。[6]
- 2002年4月，4路接手并更换自26路退下的10部牡丹牌小巴
- 2004年8月，因X301罐头厂至四黄道路拓宽的影响，4路缩线至浮桥寨仔始发终到[7]
- 2005年3月22日，X301（现江南大街路段）施工完成，4路恢复至四黄始发终到[8]
- 2005年7月20日，4路接手并更换自17路退下的14部华夏AC6750Q型汽油无空调公交车
- 2005年11月16日，4路复线开通。运行区间为泉秀花园-西山村。发车时间为泉秀花园：8：00、10：00、12：30、14：30、17：00，西山村：6：45、9：00、11：00、13：30、15：30、18：00。使用车辆为抽调4路本线1部车机动运行[9][10]
- 2006年2月1日，4路取消途径泉秀花园，改为经由坪山路、津淮街东段延伸至北师大附中始发终到。[11]
- 2006年8月24日，一乘客在乘坐4路一部运营车辆时，因与当班乘务员发生口角，被该乘务员以硬币砸伤，8月27日，该乘务员被除以停岗3日的处分[12]
- 2007年11月25日，4路更换为16部亚星JS6880C93H型柴油空调公交车[13]
- 2007年11月26日，4路运营时间调整。北师大附中发车时间调整为6:30-20:25，四黄发车时间调整为6:15-19:20[14]
- 2007年12月10日，因泉州大桥北桥头实行单向行驶。4路往北师大附中方向改为途径温陵南路、宝洲街、田安南路至泉秀街后原线行驶，而返程则不变[15]
- 2008年1月22日，坪山高架桥建成，4路恢复途径坪山路、津淮街东段，取消途径云鹿路、泉秀街东段[16]
- 2008年5月20日，因沈海高速津淮街跨线桥施工需要，4路取消途径津淮街东段、坪山路，改为途径云鹿路、泉秀街东段。25日，恢复原线行驶[17]
- 2009年10月1日，4路开通夜班服务，末班发车时间延长至21:30
- 2009年10月10日，因沈海高速津淮街跨线桥施工需要及坪山津淮街口施工，4路取消途径津淮街东段、坪山路，改为途径云鹿路、泉秀街东段。2010年1月，恢复原线行驶
- 2009年10月22日，因兴贤路改造施工的需要，4路取消途径兴贤路北段，改为途径笋江路、池峰路至江南大街后原线行驶。2010年1月20日恢复原线行驶[18]
- 2010年6月1日，因更换16（现K603路）车型的需要，一分公司（现更名为江南公司）划拨4路3部JS6880C93H至16路。同日，4路启用无人售票制度。[19]
- 2010年11月，4路更换为14部福达FZ6890UF3G3型柴油空调公交车
- 2011年2月19日，因津淮高架桥施工需要，4路取消途径津淮街东段、坪山路，改为途径云鹿路、泉秀街东段。
- 2012年春，因4路车辆驾驶员缺乏严重，4路停止夜班服务，末班时间由21:30缩短至北师大附中20:00、四黄19:00发车，并持续至2020年6月30日。
- 2012年6月1日，4路恢复途径津淮街东段、坪山路，取消途径云鹿路、泉秀街东段[20]
- 2012年7月8日，因泉州大桥北桥头取消单向行驶，4路取消途径温陵南路、宝洲街、田安南路，改为双向途径泉秀路行驶[21]
- 2014年6月28日，因兴贤路北段进行管网建设的需要，4路取消途径兴贤路北段，改为途径笋江路、池峰路至江南大街后原线行驶。2014年12月31日恢复原线行驶[22]
- 2017年6月30日，4路票价由分段计价¥2.0降为一票制¥1.0[23][24]
- 2018年2月8日，为配合古城提升改造及“电动福建”的需要，4路自该日起，取消途径江南大街（寨仔）。增加途径常泰路、泰明街、华锦路[25]
- 2018年5月16日，4路全线更换为14部大金龙XMQ6802AGBEVL2型空调电动巴士，原有14部FZ6890UF3G3封存
- 2018年12月，4路接手并更换自K204路等线路退下的10部金旅XML6855JEVW0C，并置换5部XMQ6802AGBEVL2至K204等线路，配车数达到19部。
- 2020年7月1日，4路恢复夜班服务。四黄、北师大附中末班时间分别由19:00、20:00延长至20:00、21:00发车。[26]
- 2021年5月7日，因浮桥街口站距离路口灯控过近，且站点已被拆除，自该日起4路双向取消停靠该站。
- 2021年6月7日，应市交警支队拆除临漳门站的要求。自该日起4路双向取消停靠该站。
- 2021年9月16日，应南安市交通局关于疫情防控的要求，4路临时调整至仙塘站始发终到。取消途径新宅、交警高速支队二大队、吓厝、四黄等站点至10月5日。[27]
- 2021年10月6日，4路自该日起恢复途径新宅、交警高速支队二大队、吓厝。并恢复至四黄始发终到。[28]
- 2022年2月13日，自该日起4路双向增停锦田村站。[29]
- 2022年3月16日，因疫情防控暂停中心市区范围内所有公交线路运营，4路自当日首班起暂停运营至4月17日。[30]
- 2022年4月18日，4路恢复运营。[31]
- 2022年7月11日，受繁荣路浮桥街口道路改造影响，4路自该日起临时取消途径浮桥街。改为途径笋江路、池峰路至江南大街后原线行驶，并临时增停笋江路东段、池峰路北段等站。[32]
- 2022年10月26日，繁荣路浮桥街口道路改造完工，4路自该日起恢复途径浮桥街。取消途径笋江路、池峰路。[33]
- 2023年2月25日，因津淮街东段道路改造，4路自该日起临时取消途径北师大附中站，改为途径云鹿路至云山小学站始发终到至5月28日，其它不变。[34]
- 2023年5月29日，4路自该日起恢复至北师大附中始发终到，取消途径云山小学。[35]
- 2023年9月25日，原北师大附中更名为泉州北附中学站。[36]
- 2024年7月5日，因新门-涂门街污水干管建设工程施工。4路自该日起往泉州北附中学方向临时取消途径新门街头、涂门街。改为途径壕沟墘、庄府巷、打锡街、九一街、温陵北路至海关大楼站后原线行驶，并单向增停鲤城区政府、九一街、温陵路中段等站，其它不变。[37]
- 2025年1月6日，4路恢复途径新门街头、涂门街。取消途径壕沟墘、庄府巷、打锡街、九一街、温陵北路。[38]
- 2025年1月27日，4路闽CYF905号车由泉州北附中学开往四黄方向，途径新门街头站时，与一部电动自行车发生碰撞。电动车骑手被卷入该车车底，经抢救无效后死亡。

## 站点
| 路线 | 路线 | 路线 | 所在地区、街道 | 所在地区、街道 | 站点名             | 备注                    |
| ---- | ---- | ---- | -------------- | -------------- | ------------------ | ----------------------- |
|      |      |      | 丰泽区         | 津淮街         | 泉州北附中学       | 起讫站 原名 北师大附中  |
|      |      |      | 丰泽区         | 津淮街         | 市皮肤医院         | 原名 千亿山庄           |
|      |      |      | 丰泽区         | 坪山路         | 妙云街口           | 原名 丰泽区行政服务中心 |
|      |      |      | 丰泽区         | 坪山路         | 客运中心站东门     |                         |
|      |      |      | 丰泽区         | 泉秀街         | 客运中心站南门     | 原名 沉洲路口           |
|      |      |      | 丰泽区         | 泉秀街         | 刺桐路口           |                         |
|      |      |      | 丰泽区         | 泉秀街         | 浦西路口           | 原名 海峡银行           |
|      |      |      | 丰泽区         | 泉秀街         | 泉秀街西段         | 原名 泉州汽车站北门     |
|      |      |      | 鲤城区         | 温陵南路       | 海关大楼           |                         |
|      |      |      | 鲤城区         | 涂门街         | 棋盘园             |                         |
|      |      |      | 鲤城区         | 涂门街         | 关帝庙             | 清净寺                  |
|      |      |      | 鲤城区         | 涂门街         | 府文庙             |                         |
|      |      |      | 鲤城区         | 新门街         | 新门街头           |                         |
|      |      |      | 鲤城区         | 新门街         | 新门菜市           |                         |
|      |      |      | 鲤城区         | 新门街         | 甲第巷口           | 南音剧院、芳草园        |
|      |      |      | 鲤城区         | 新门街         | 蔬菜公司           |                         |
|      |      |      | 鲤城区         | 笋江路         | 三千坛             |                         |
|      |      |      | 鲤城区         | 兴贤路         | 浮桥街道办事处     |                         |
|      |      |      | 鲤城区         | 兴贤路         | 石崎农贸市场       |                         |
|      |      |      | 鲤城区         | 兴贤路         | 侨乡旧货           |                         |
|      |      |      | 鲤城区         | 兴贤路         | 道崎鞋业           |                         |
|      |      |      | 鲤城区         | 兴贤路         | 培新机械厂         |                         |
|      |      |      | 鲤城区         | 江南大街       | 古店社区           | 原名 海西汽车汽配城     |
|      |      |      | 鲤城区         | 江南大街       | 斗南路口           |                         |
|      |      |      | 鲤城区         | 江南大街       | 明新华侨中学       |                         |
|      |      |      | 鲤城区         | 泰明街         | 锦田村             | 原名 公交停靠站         |
|      |      |      | 鲤城区         | 泰明街         | 泰明街西段         |                         |
|      |      |      | 鲤城区         | 常泰路         | 常泰路中段         |                         |
|      |      |      | 鲤城区         | 江南大街       | 森隆电讯           |                         |
|      |      |      | 鲤城区         | 江南大街       | 仙塘               |                         |
|      |      |      | 鲤城区         | 江南大街       | 新宅               |                         |
|      |      |      | 鲤城区         | 江南大街       | 交警高速支队二大队 |                         |
|      |      |      | 鲤城区         | 江南大街       | 吓厝               |                         |
|      |      |      | 鲤城区         | 江南大街       | 四黄               | 起讫站                  |

## 票价
4路计价方式为一票制，全程票价¥1.0。其中：
- 泉通卡普通卡9折，月票卡、敬老卡、爱心卡优惠功能有效
- 可使用泉城通APP及支付宝、云闪付、微信乘车码支付

## 配车
4路配车数总计19部，其中：
- 大金龙XMQ6802AGBEVL2  9部
- 金旅XML6855JEVW0C  10部

- 亚星JS6880C93H
（2007.11 - 2010.11）
- 福达FZ6890UF3G3
（2010.11 - 2018.5）
- 大金龙XMQ6802AGBEVL2
（2018.5 -）
- 金旅XML6855JEVW0C
（2018.12 -）

## 相关
- 泉州公交线路列表